# Goniômetro
Um goniômetro é um instrumento que mede um ângulo ou permite que um objeto seja girado para uma posição angular precisa. O termo goniometria é derivado de duas palavras gregas, gônia, que significa ângulo e metron, que significa medida.
A primeira descrição de um goniômetro, derivado do astrolábio, aparentemente foi em 1538, por Gemma Frisius.

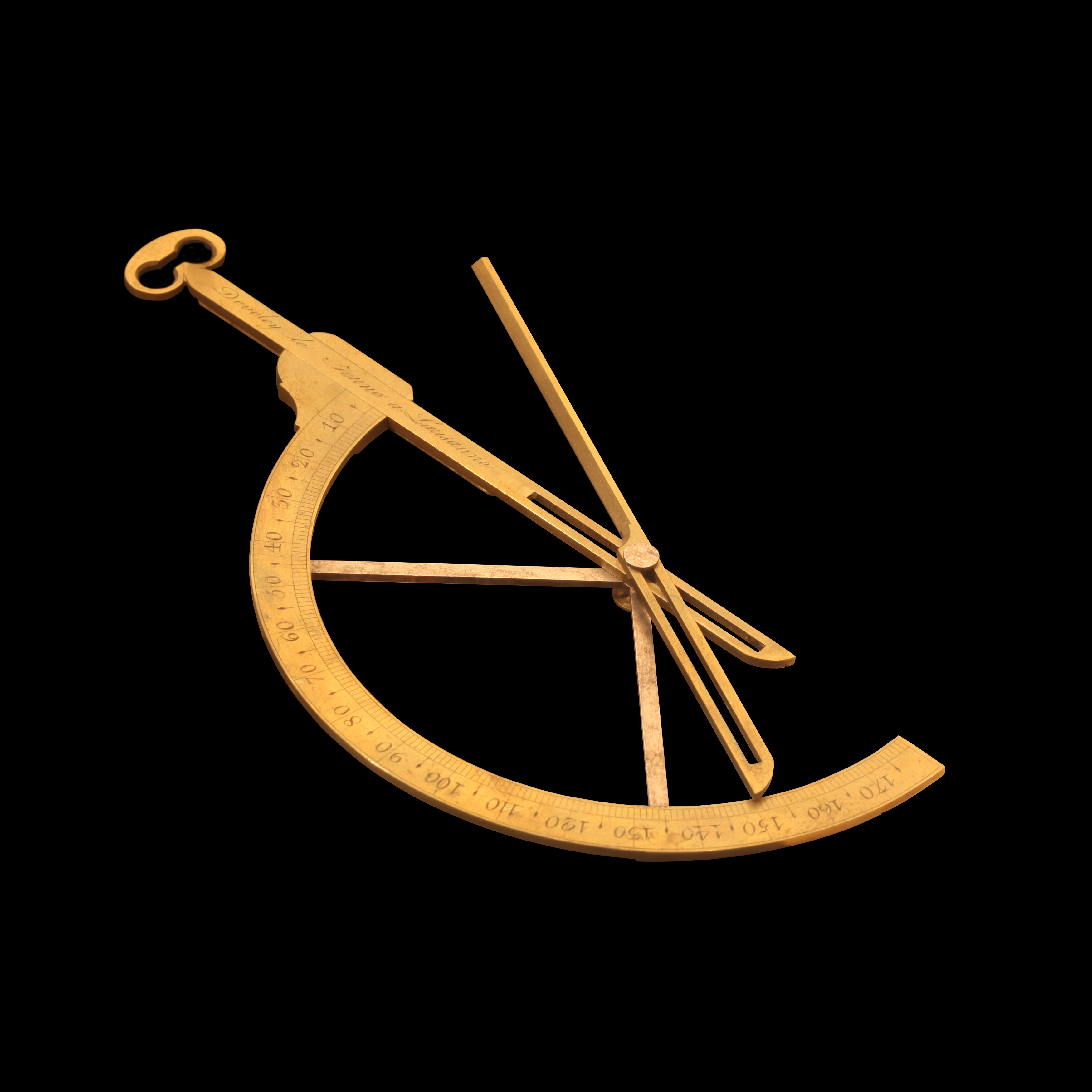
Goniômetro feito por Develey le Jeune em Lausanne, entre final do século XVIII a início do século XIX

## Aplicações

### Levantamento (Geodésia)
Antes da invenção do teodolito, o goniômetro era usado em levantamentos. A aplicação da triangulação à geodésia foi descrita na segunda edição (1533) de Cosmograficus Liber por Petri Appiani como um apêndice de 16 páginas de Frisius intitulado “Libellus de Locorum Descrevendorum Ratione”.

### Comunicações

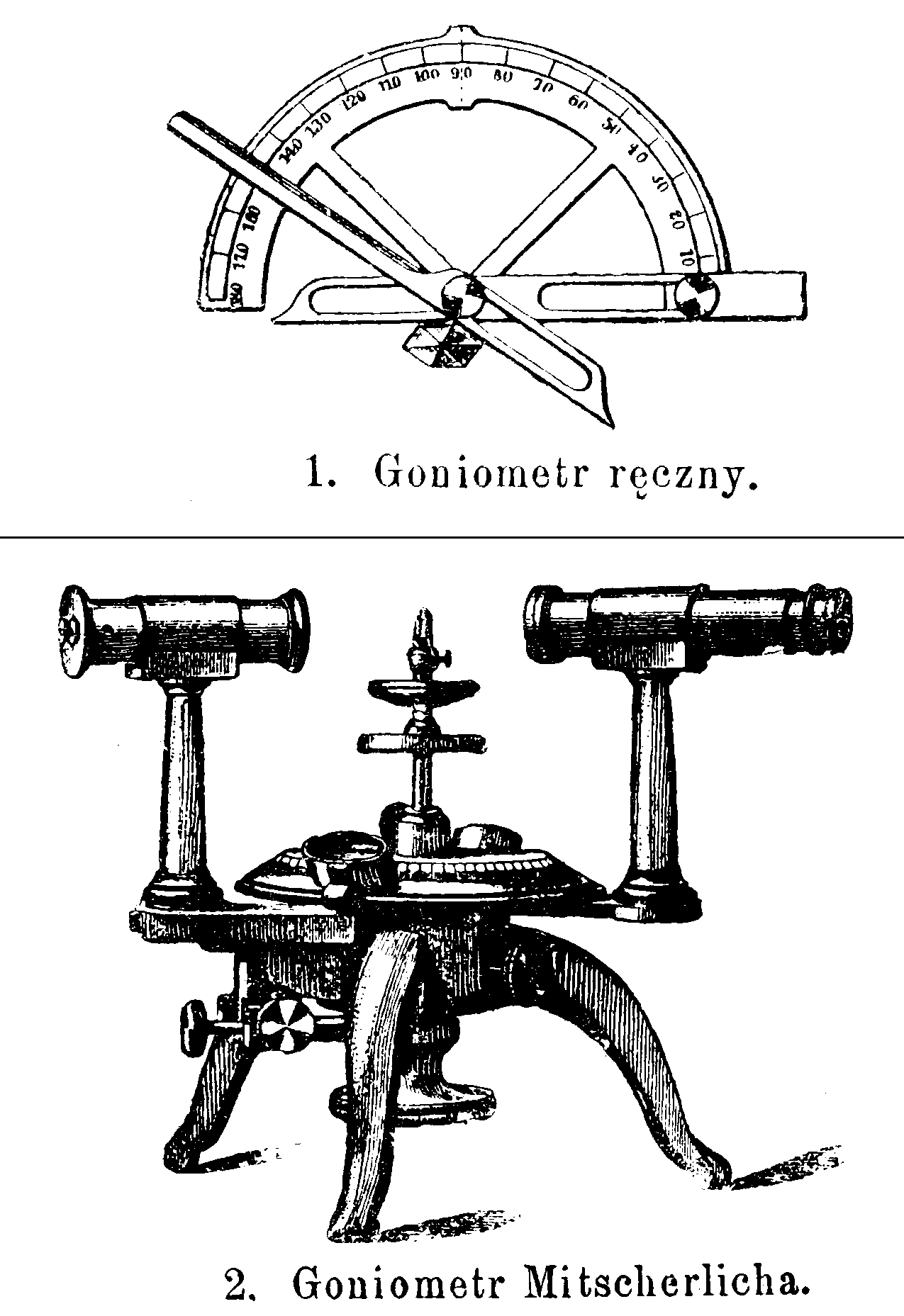
Goniômetro manual (1) e de Mitscherlich (2) para uso em cristalografia, 1900

O localizador de direção Bellini-Tosi foi um tipo de localizador de rádio que foi amplamente usado entre a Primeira Guerra Mundial e a Segunda Guerra Mundial. Usava os sinais de duas antenas cruzadas, ou quatro antenas individuais simulando duas cruzadas, para recriar o sinal de rádio em uma pequena área entre duas voltas de fio. O operador poderia então medir o ângulo para a fonte de rádio alvo, realizando uma busca de direção dentro dessa pequena área. A vantagem do sistema Bellini-Tosi é que as antenas não se movem, permitindo que sejam construídas em qualquer tamanho necessário.
A técnica básica permanece em uso, embora o equipamento tenha mudado drasticamente. Os goniômetros são amplamente utilizados para fins militares e civis, a exemplo da interceptação de comunicações via satélite e navais no navio de guerra francês Dupuy de Lôme que se utiliza de múltiplos goniômetros.

### Cristalografia
Na cristalografia, os goniômetros são usados para medir ângulos entre faces de cristal. Eles também são usados em difração de raios X para girar as amostras. As investigações inovadoras do físico Max von Laue e colegas na estrutura cristalina em 1912 envolveram um goniômetro.

### Medição de Luz
Os goniofotômetros medem a distribuição espacial da luz visível ao olho humano em uma posição angular específica.

### Medicina
O goniômetro é usado para registrar a amplitude inicial e subsequente de movimento nas consultas por lesões ocupacionais e pelos avaliadores de deficiência para determinar uma incapacidade permanente. Assim se avalia o progresso, além dos fins médico-legais. É uma ferramenta para avaliar os sinais de Waddell (achados que podem indicar o agravamento dos sintomas).

### Terapia de Reabilitação
Em fisioterapia, terapia ocupacional e treinamento esportivo, o goniômetro é um instrumento que mede a amplitude dos ângulos das juntas articuladas do corpo (articulações). Este instrumento de medição é uma ferramenta clínica útil que permite medições objetivas para rastrear com precisão o progresso em um programa de reabilitação. Quando um paciente tem uma redução na amplitude de movimento, o terapeuta avaliará a articulação antes de realizar uma intervenção e continuará a usar a ferramenta para garantir que o progresso seja feito. Essas medidas de amplitude de movimento podem ser realizadas em qualquer articulação e envolvem, tipicamente, algum conhecimento sobre a anatomia do corpo, particularmente os pontos de referência óssea. Por exemplo, ao medir a articulação do joelho, o eixo (ponto de rotação) seria colocado no epicôndilo lateral do fêmur, enquanto o braço estacionário seria alinhado com o trocanter maior do fêmur. Finalmente, o braço móvel do goniômetro seria alinhado com o maléolo lateral da fíbula e uma medida seria feita usando a escala de graus na porção circular da ferramenta. O único problema com goniômetros é a precisão da leitura nem sempre ser a maior. Problemas com a confiabilidade intra-mensural (entre medidas) e inter-probatória (entre médicos) parecem aumentar à medida que a experiência do examinador diminui. Alguns estudos sugerem que esses erros podem estar entre 5 e 10 graus quando se conclui medidas repetidas.
Esses goniômetros vêm em diferentes formas que alguns argumentariam que realmente aumentariam a confiabilidade da ferramenta. O goniômetro padrão universal é uma ferramenta de plástico ou metal com incrementos de 1 grau. Os braços geralmente não são maiores que 12 polegadas, por isso pode ser difícil identificar com precisão o marco exato necessário para a medição. Um goniômetro mais confiável seria o goniômetro de braços telescópicos. Há um eixo circular de plástico como um goniômetro clássico, mas os braços se estendem por até dois pés em qualquer direção.
Mais recentemente, no século XXI, os desenvolvedores de aplicativos para smartphones criaram aplicativos móveis que se destinam a funcionar como um goniômetro. Essas aplicações (como o goniômetro de joelho e o goniômetro Pro) usam os acelerômetros nos telefones para calcular os ângulos das articulações medidas. Tem havido muita pesquisa recentemente que endossam essas aplicações e seus dispositivos como ferramentas confiáveis e válidas que têm tanta exatidão quanto um goniômetro universal.
Os modernos sistemas de captura de movimento de terapia de reabilitação realizam a goniometria a um mínimo mensurável de amplitude ativa de movimento. Embora em alguns casos a precisão possa ser inferior ao uso de um goniômetro, medir ângulos usando um sistema de captura de movimento é superior em fornecer medições durante situações dinâmicas, em oposição às estáticas. Além disso, o uso de um goniômetro tradicional toma um tempo valioso, ao exemplo do contexto clínico, e pode não ser prático.

### Ciência de Superfícies

#### Goniômetro de ângulo de contato

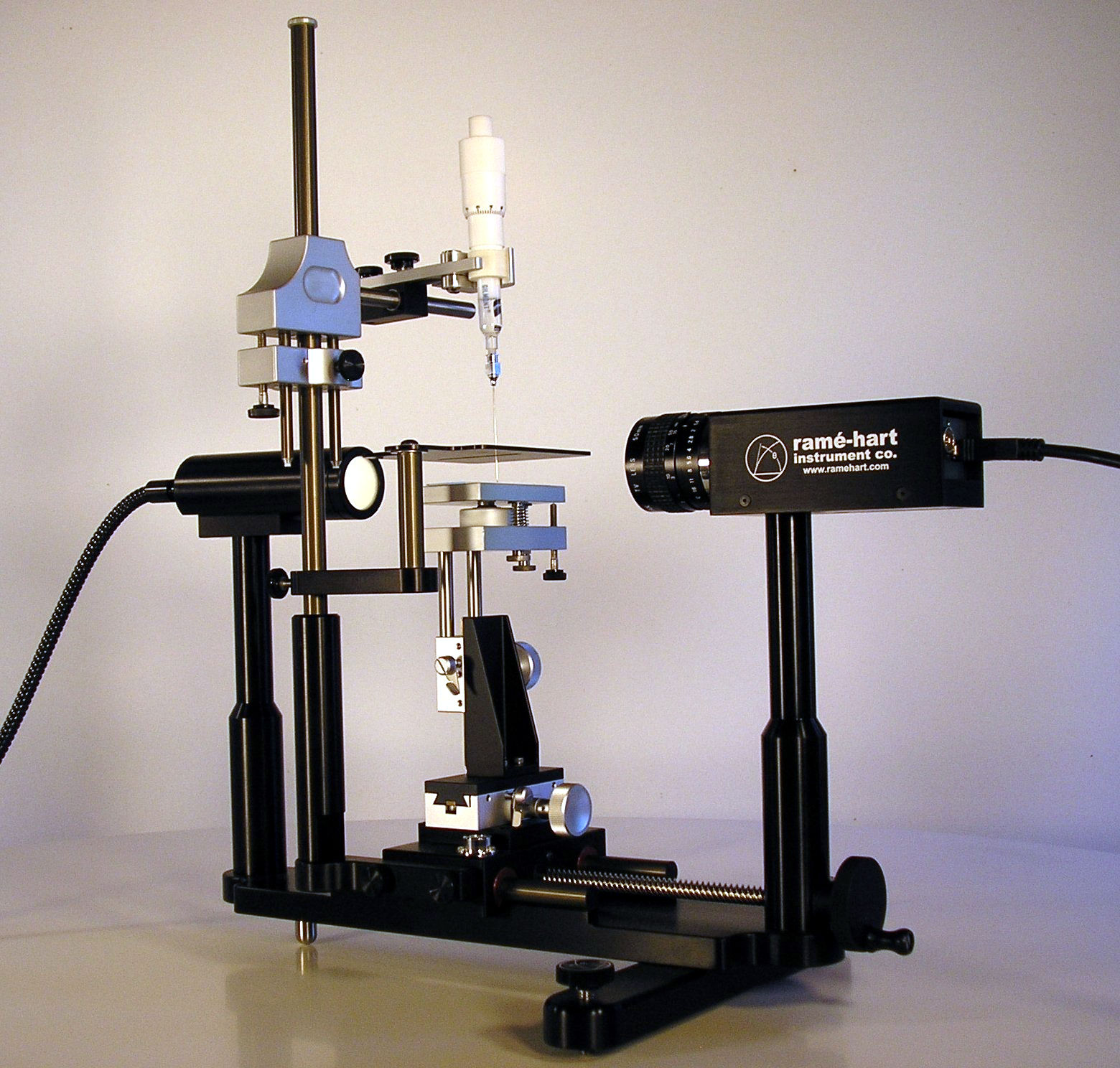
Os cientistas de superfície usam um goniômetro de ângulo de contato para medir o ângulo de contato, a energia superficial e a tensão superficial.

Em ciência de superfícies um instrumento geralmente chamado de goniômetro de ângulo de contato ou tensiômetro é usado para medir o ângulo estático de contato, ângulos que avançam/recuam e, em alguns casos, a tensão superficial. O primeiro goniômetro de ângulo de contato foi projetado pelo Dr. William Zisman, do Laboratório de Pesquisa Naval dos Estados Unidos, em Washington, D.C. e fabricado pela Ramé-Hart (agora companhia de instrumentos Ramé-Hart), Nova Jersey, EUA. O goniômetro de ângulo de contato manual original usava uma peça ocular com microscópio. O goniômetro de ângulo de contato de hoje usa uma câmera e um software para capturar e analisar o formato da gota e é mais adequado para estudos dinâmicos e avançados.

#### Tensão Superficial

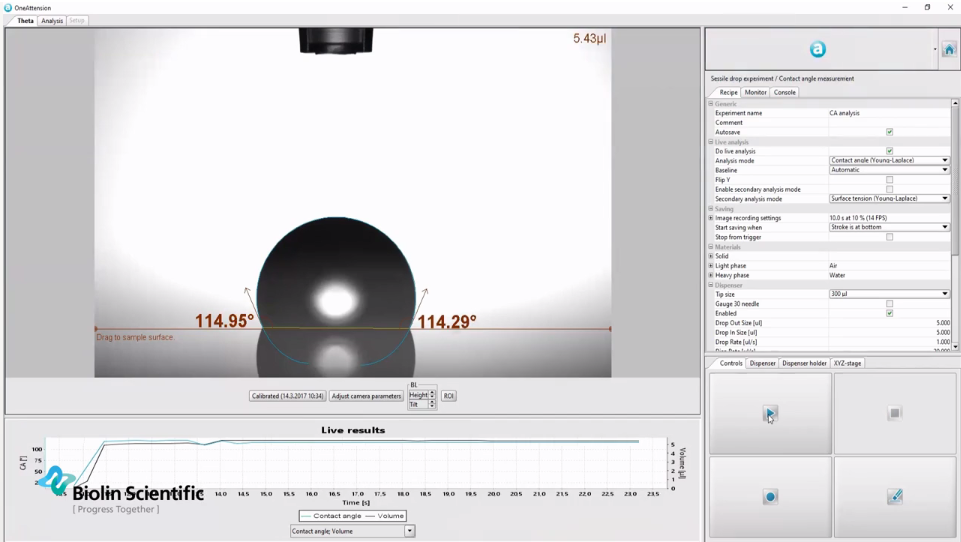
Na medição do ângulo de contato, o ângulo entre a gota e a superfície sólida indica a molhabilidade da superfície.

Os goniômetros de ângulo de contato também podem determinar a tensão superficial de qualquer líquido num gás ou a tensão interfacial entre quaisquer dois líquidos. Se a diferença de densidades entre os dois fluidos é conhecida, a tensão superficial ou a tensão interfacial podem ser calculadas usando o método suspenso da gota. Um instrumento avançado, frequentemente chamado de goniômetro / tensiômetro, incluirá ferramentas de software para medir a tensão superficial e a tensão interfacial usando os métodos suspenso da gota, suspenso invertido da gota e séssil - além do ângulo de contato. Um equilíbrio de adesão centrífuga é usado para relacionar os ângulos de contato com a adesão da gota à superfície. O gonioreflectômetro é usado para medir a refletividade de uma superfície em vários ângulos.

A tensão superficial existe porque as moléculas dentro de um líquido experimentam forças coesivas aproximadamente iguais em todas as direções, mas as moléculas na superfície experimentam forças atrativas maiores em direção ao líquido do que em direção ao gás.

### Posicionamento
Um goniômetro de posicionamento ou componente goniométrico é um dispositivo usado para girar um objeto precisamente em torno de um eixo fixo no espaço. É semelhante a uma componente linear, no entanto, em vez de se mover linearmente em relação à sua base, a plataforma do componente gira parcialmente em torno de um eixo fixo acima da superfície de montagem da plataforma. Os goniômetros de posicionamento utilizam tipicamente um dispositivo helicoidal com uma roda sem-fim parcial (parafuso rosca sem fim), fixada na parte inferior da plataforma do componente, que engrena com uma espiral na base. A espiral pode ser girada manualmente ou por um motor como nos sistemas de posicionamento automatizados.

### Medição do ângulo da aresta de corte em lâminas
Os ângulos de corte inclusos de todos os tipos de lâminas de borda afiada são medidos usando um goniômetro refletor de laser. Desenvolvida pela Associação de Pesquisa de Cutelaria e Trocas Aliadas (CATRA) no Reino Unido, uma variedade de dispositivos pode determinar com precisão o perfil da aresta de corte, incluindo um arredondamento da ponta a ½ °. O ângulo incluso de uma lâmina é importante para controlar sua capacidade de corte e resistência de borda, isto é, um ângulo baixo torna a borda fina e otimizada para o corte, enquanto um grande ângulo a torna espessa, que corta mal, mas é muito forte.

### Inspeção de lâminas raspadoras
As lâminas raspadoras usadas, de gravura, e outros processos de impressão e revestimento, podem ser inspecionadas usando um goniômetro, normalmente com uma fonte de luz embutida, para examinar a borda da lâmina para ver se a lâmina está no ângulo desejado e se há sinais de desgaste em outros ângulos. Uma diferença de ângulo em relação àquela definida na máquina pode indicar pressão excessiva, e uma faixa de ângulos ("arredondamento") provavelmente indica uma falta de rigidez ou desgaste no conjunto do porta-lâmina.

## Ver também

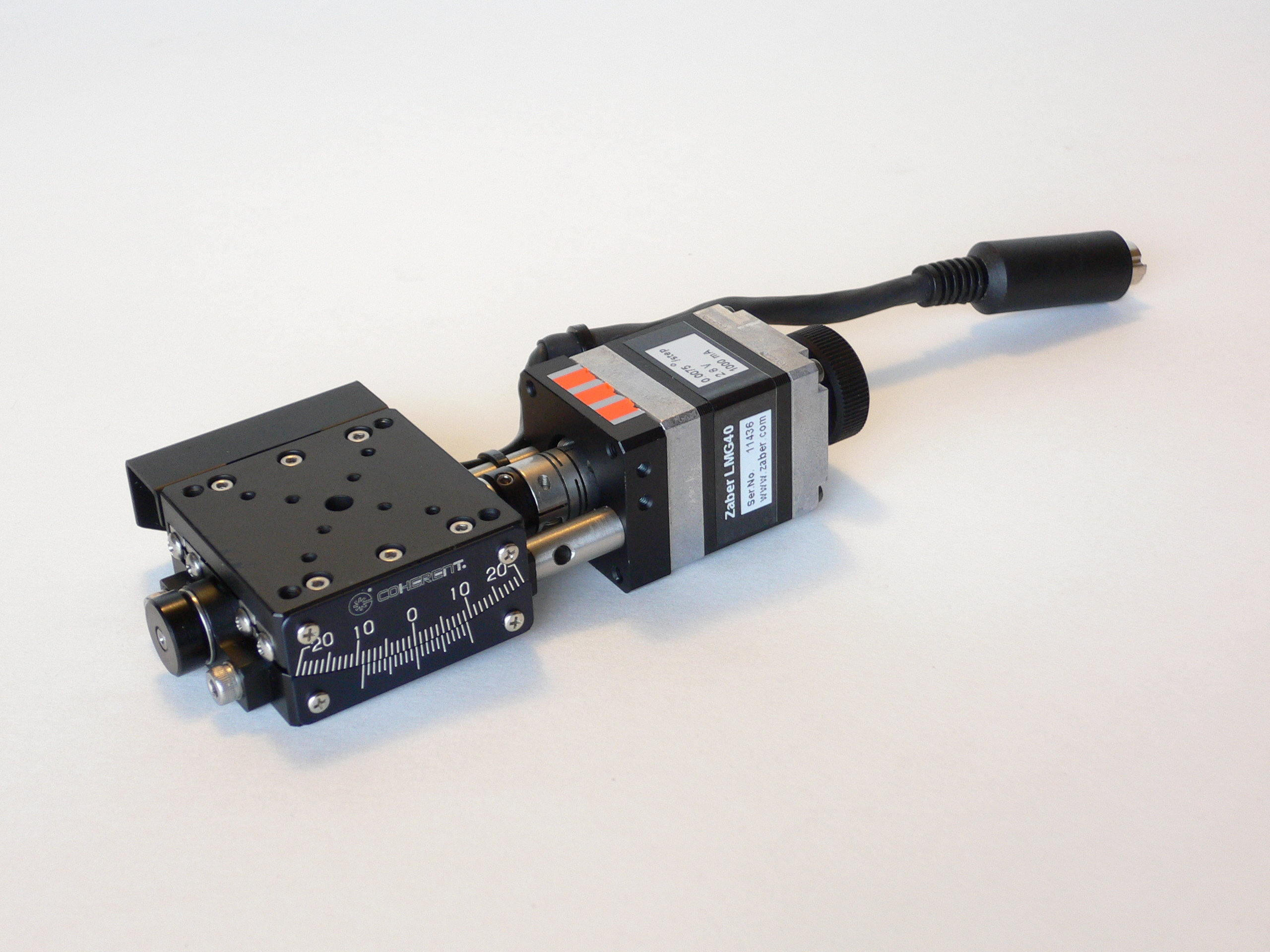
Uma miniatura de um componente de goniômetro eletromecânico. Este tipo de componente é usado principalmente no campo dos lasers e da óptica.

## Ligações Externas
- Alusão ao famoso Radar da Casa Britânica da Segunda Guerra Mundial
- Simulador de goniômetro em degraus
- Ângulo de contato em ciência de superfícies